# 12 noiembrie
ianuarie • februarie • martie  • aprilie  • mai  • iunie  • iulie  • august  • septembrie  • octombrie  • noiembrie  • decembrie
12 noiembrie este a 316-a zi a calendarului gregorian și a 317-a zi în anii bisecți. Mai sunt 49 de zile până la sfârșitul anului.

## Evenimente

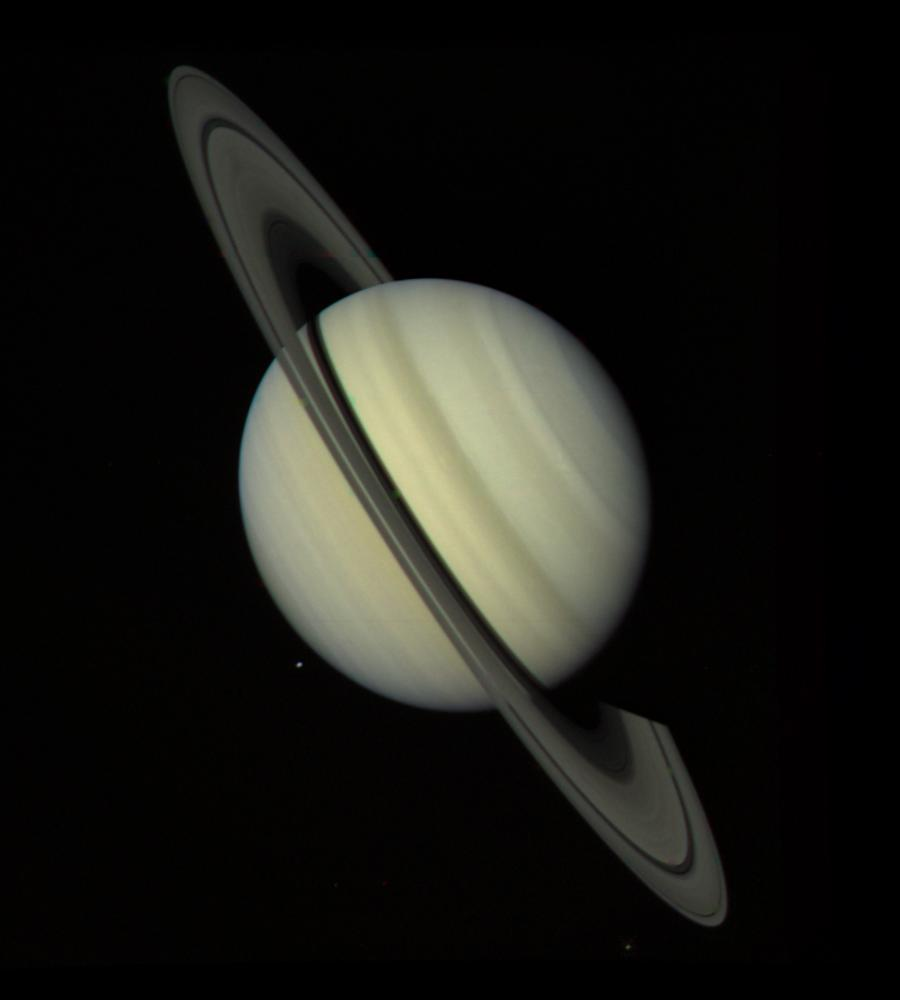
1980: Sonda spațială a NASA Voyager 1 se apropie de Saturn și face primele fotografii cu inelele acestuia.

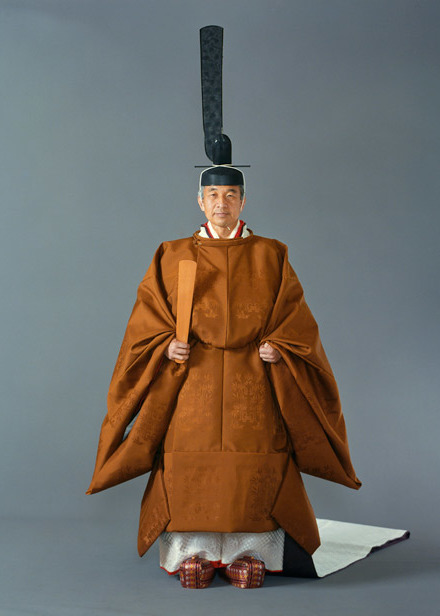
1990: Prințul moștenitor Akihito este instalat oficial ca împăratul Akihito al Japoniei, devenind al 125-lea monarh japonez.

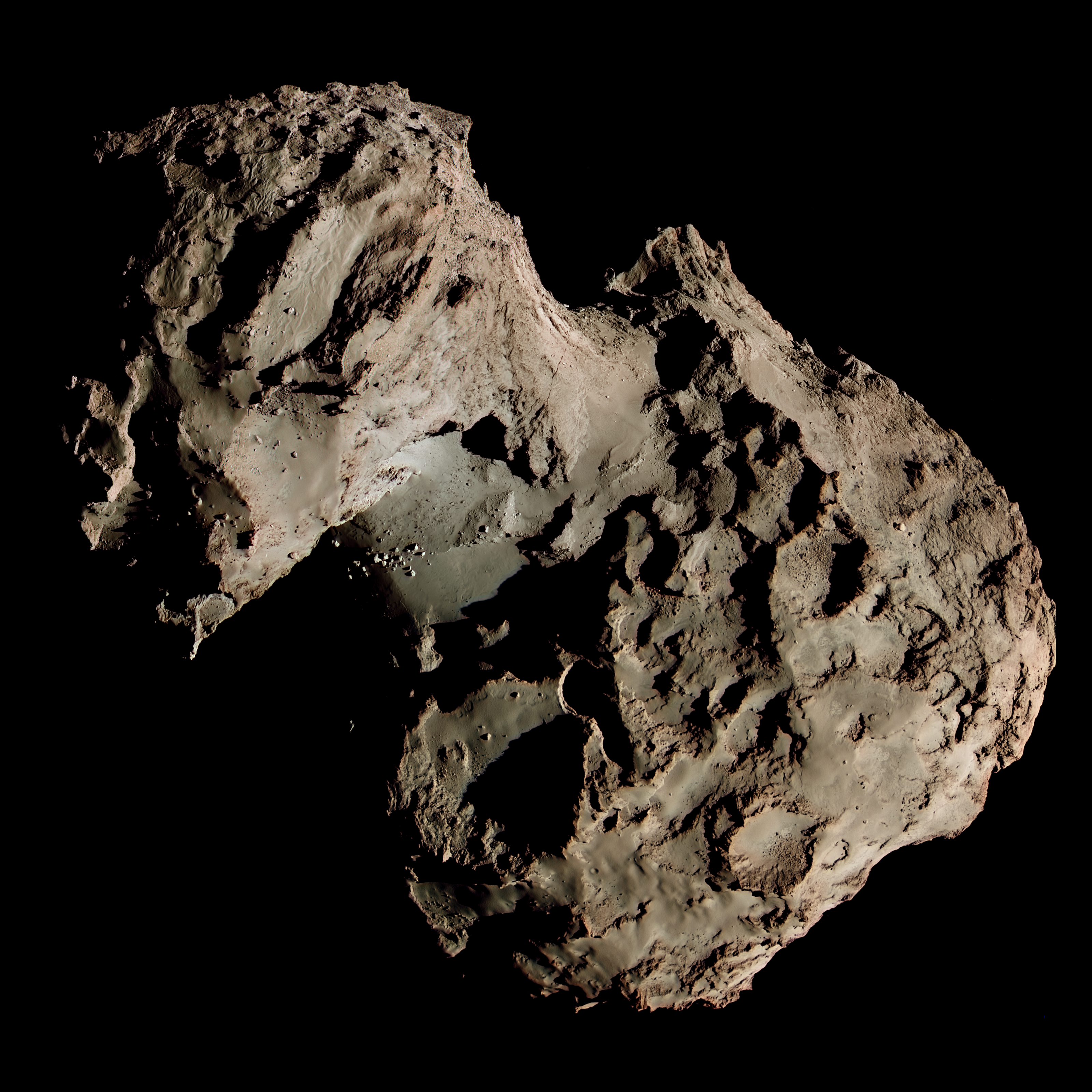
2014: Landerul Philae desfășurat de sonda Rosetta a Agenției Spațiale Europene ajunge la suprafața cometei 67P/Churyumov–Gerasimenko (foto).

- 0954: Lothair al III-lea, în vârstă de 13 ani, este încoronat la Abația Saint-Remi ca rege al Regatului franc de vest.[1]
- 1035: Moartea regelui Canut cel Mare duce la destrămarea uniunii dintre Norvegia și Danemarca.
- 1330: Bătălia de la Posada se încheie: Voievodul Basarab I învinge armata maghiară prin ambuscadă.[2]
- 1878: I.L. Caragiale a citit, la banchetul "Junimii", prima sa creație dramatică: "O noapte furtunoasă".
- 1884: La Timișoara s-a introdus iluminatul electric al străzilor. De la acea dată, Timișoara a aparținut, pe lângă Paris, Nürnberg, Steyr și Berlin, primelor orașe din Europa cu iluminat electric stradal.
- 1895: Automobile Club de France, primul club auto din lume, este înființat la Paris.
- 1905: Norvegia organizează un referendum din care a rezultat aprobarea populară (78,94%) a deciziei Storting de a autoriza guvernul să-l invita pe Prințul Carl al Danemarcei să devină rege al Norvegiei.[3]
- 1912: Cadavrele înghețate ale lui Robert Scott și ale oamenilor săi sunt găsite pe platforma de gheață Ross din Antarctica.[4]
- 1912: Primul Război Balcanic: Regele George I al Greciei face o intrare triumfală în Salonic după eliberarea sa după 482 de ani de stăpânire otomană.
- 1912: Primul ministru spaniol José Canalejas este asasinat de anarhistul Manuel Pardiñas.
- 1918: Austria devine republică.[5] După proclamare, o tentativă de lovitură de stat a Gărzii Roșii comuniste este învinsă de Volkswehr-ul social-democrat.[6]
- 1919: Primul zbor din Anglia spre Australia a fost realizat de Ross și Keith Smith, care au decolat de la Hounslow, în apropiere de Londra (la 13 decembrie și au aterizat in localitatea Darwin).
- 1927: Leon Troțki a fost exclus din Partidul Comunist, Iosif Stalin rămânând unic conducător al Uniunii Sovietice.
- 1941: Al Doilea Război Mondial: Temperaturile din jurul Moscovei scad la -12 °C când Uniunea Sovietică lansează trupe de schi pentru prima dată împotriva forțelor germane înghețate din apropierea orașului.
- 1942: Al Doilea Război Mondial: A început bătălia navală de la Guadalcanal între forțele japoneze și americane, o luptă decisivă din cadrul campaniei Guadalcanal din Insulele Solomon. Bătălia durează trei zile și se încheie cu o victorie americană.
- 1947: A doua zi după condamnarea la închisoare pe viață a lui Iuliu Maniu, regele Mihai al României pleacă la Londra pentru a asista la căsătoria prințesei Elisabeta (viitoarea regină Elisabeta a II-a) cu prințul Filip, Duce de Edinburgh.
- 1948: Hideki Tojo, primul ministru al Japoniei în timpul celui de al Doilea Război Mondial, a fost condamnat la moarte pentru crime de război.
- 1959: S-a deschis, la Belgrad, prima expoziție industrială românească din perioada postbelică, organizată de Camera de Comerț a României.
- 1980: Sonda spațială a NASA Voyager I se apropie de Saturn și face primele fotografii cu inelele acestuia.
- 1982: Iuri Andropov devine secretar general al Comitetului Central al Partidului Comunist, succedându-l lui Leonid Brejnev.
- 1990: Prințul moștenitor Akihito este instalat oficial ca împăratul Akihito al Japoniei, devenind al 125-lea monarh japonez.
- 1990: Este publicată propunerea lui Tim Berners-Lee care a dus la dezvoltarea World Wide Webului.
- 1996:  În coliziunea dintre un Boeing 747 de la Saudi Arabian Airlines și un Kazakh Ilyushin-76 de la Air Kazakhstan în spațiul aerian de deasupra Indiei, toate cele 349 de persoane din ambele avioane, au murit.
- 2001: La New York, zborul American Airlines 587, un Airbus A300 în drum spre Republica Dominicană, se prăbușește la câteva minute după decolarea de pe Aeroportul Internațional John F. Kennedy, ucigând pe toți cei 260 de la bord și cinci la sol. Este al doilea accident de aviație din istoria SUA după gravitate, în spatele prăbușirii zborului American Airlines 191 din 1979.[7]
- 2003: Shanghai Transrapid stabilește un nou record mondial de viteză de 501 kilometri pe oră pentru sistemele feroviare comerciale.
- 2011: Silvio Berlusconi își depune demisia din funcția de prim-ministru al Italiei, începând cu 16 noiembrie, în mare parte din cauza crizei datoriilor europene.
- 2014: Landerul Philae desfășurat de sonda Rosetta a Agenției Spațiale Europene ajunge la suprafața cometei 67P/Churyumov–Gerasimenko.
- 2019: Veneția a fost inundată de cel mai ridicat flux din ultimii 50 de ani. Apa a atins un nivel maxim de 1,87 de metri, fiind a doua acqua alta din istoria venețiană, după inundația din 1966. Două decese sunt raportate.[8]
- 2019: Guvernul de la Chișinău, condus de Maia Sandu, a picat în urma unei moțiuni de cenzură cu votul a 63 de deputați. Demersul a fost inițiat de Partidul Socialist (PSRM), ce făcea parte din coaliția de guvernare.

## Nașteri
- 1547: Claude de Valois, ducesă de Lorena (d. 1575)
- 1655: Eustache Restout, pictor francez (d. 1743)
- 1729: Louis Antoine de Bougainville, amiral și explorator francez (d. 1811)
- 1811: Constantin Hurmuzaki, politician, ministru, doctor în drept român (d. 1869)
- 1840: Auguste Rodin, sculptor și grafician francez (d. 1917)

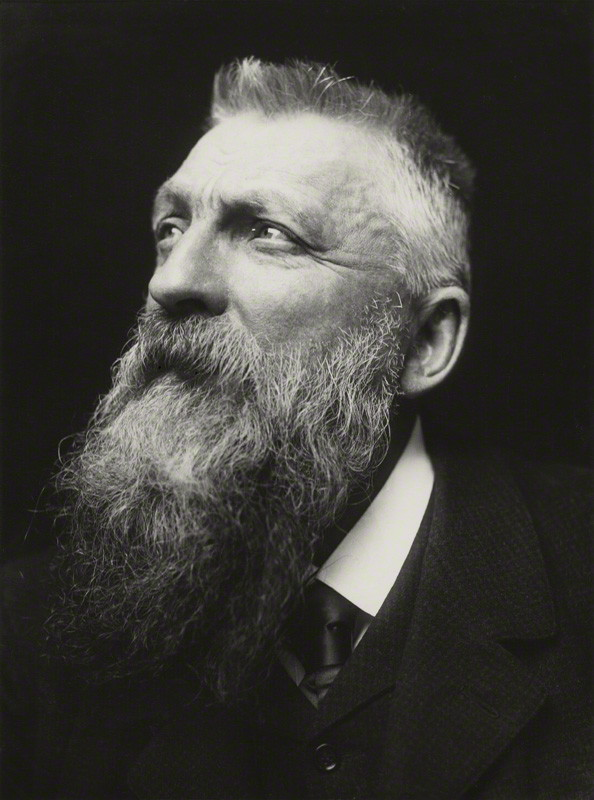
Auguste Rodin, sculptor francez
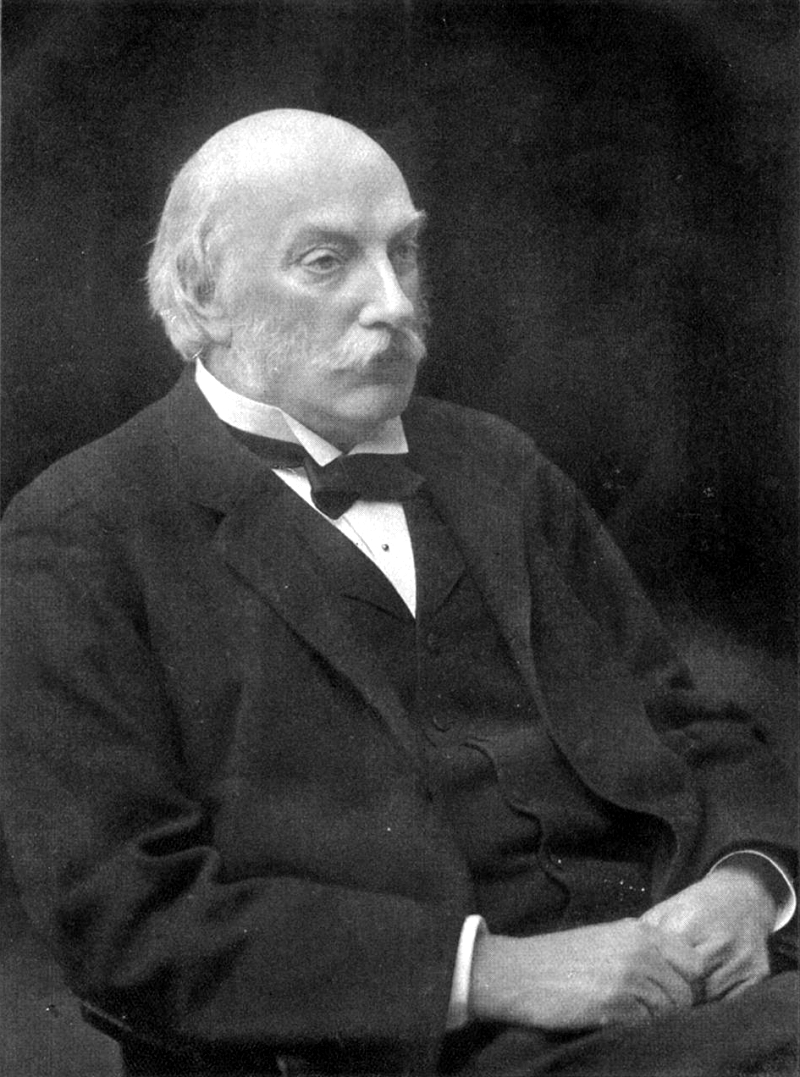
John William Strutt Rayleigh, fizician englez, laureat Nobel
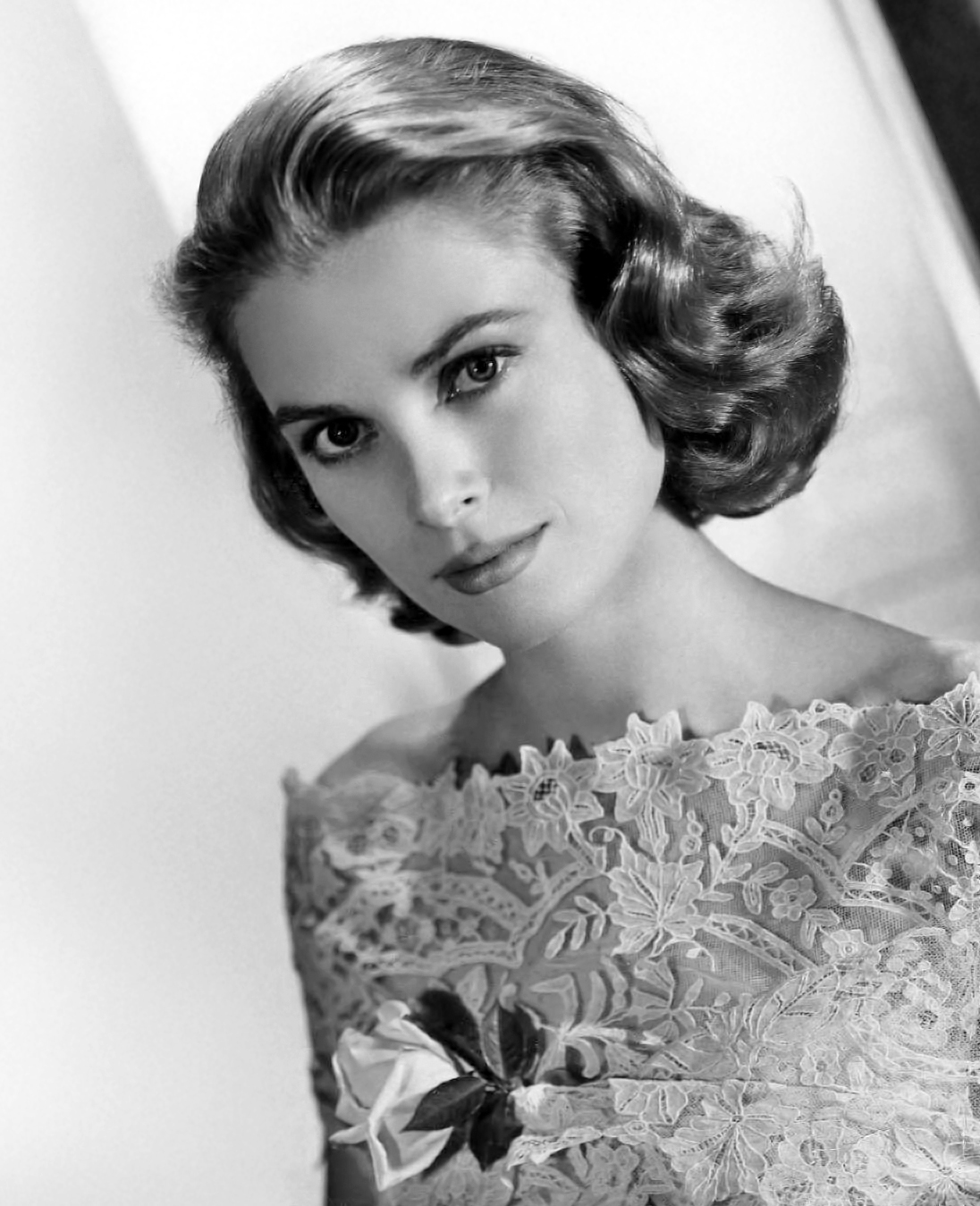
Grace Kelly, actriță americană, prințesă de Monaco

- 1842: John William Strutt Rayleigh, fizician englez, laureat al Premiului Nobel pentru Fizică 1904 (d. 1919)
- 1850: Prințesa Theresa de Bavaria, prințesă bavareză, etnolog, zoolog și botanist german (d. 1925)
- 1862: Vasile Goldiș, politician român, membru de onoare al Academiei Române (d. 1934)
- 1866: Sun Yat-sen, revoluționar chinez (d. 1925)
- 1886: Infantele Alfonso, Duce de Galliera (d. 1975)
- 1894: Ion Luca-Bănățeanu, violonist virtuoz și dirijor român (d. 1963)
- 1914: Peter Whitehead, pilot englez (d. 1958)
- 1915: Roland Barthes, eseist, critic, semiotician francez (d. 1980)
- 1924: Audouin Dollfus, astronom francez (d. 2010)
- 1929: Grace Kelly, actriță americană, prințesă de Monaco (d. 1982)
- 1929: Michael Ende, scriitor german (d. 1995)
- 1931: Norman Mineta, politician american (d. 2022)
- 1933: Jalal Talabani, politician irakian, al 6-lea președinte al Irakului (d. 2017)
- 1948: Hassan Rouhani, politician iranian, al 7-lea președinte al Iranului
- 1949: Adriana Babeți, eseistă, prozatoare și traducătoare română
- 1955: Sorin Cârțu, fotbalist și antrenor român
- 1961: Nadia Comăneci, gimnastă română
- 1961: Enzo Francescoli, fotbalist uruguayan
- 1964: David Ellefson, chitarist american, co-fondatorul trupei Megadeth
- 1969: Tomas N'evergreen, cântăreț danez
- 1971: Chen Guangcheng, activist chinez
- 1978: Alexandra Maria Lara, actriță germană de origine română
- 1980: Nur Fettahoğlu, actriță turco-germană
- 1980: Ryan Gosling, actor, scenarist, regizor și muzician canadian
- 1982: Claudia Cazacu, DJ-iță, remixer și producătoare muzicală română de muzică trance și house
- 1982: Anne Hathaway, actriță americană
- 1986: Ignazio Abate, fotbalist italian
- 1988: Dumitru Arhip, rugbist moldovean
- 1998: Jules Koundé, fotbalist francez

## Decese
- 0607: Papa Bonifaciu al III-lea
- 1035: Canut cel Mare, rege al Danemarcei, Angliei, Norvegiei și părți din Suedia (n. 985)
- 1567: Anne de Montmorency, militar și diplomat francez (n. 1493)

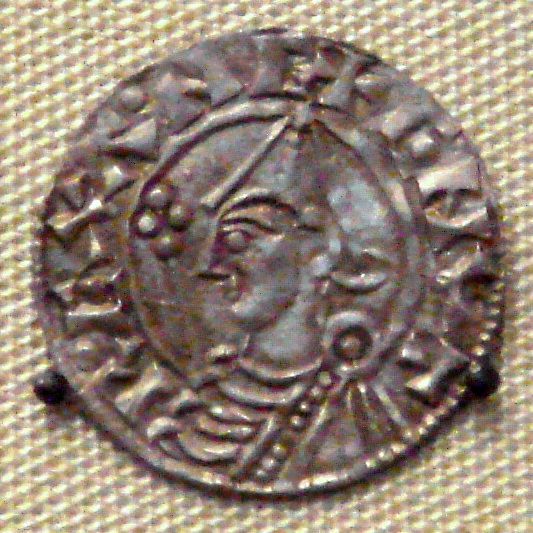
Canut cel Mare, rege danez
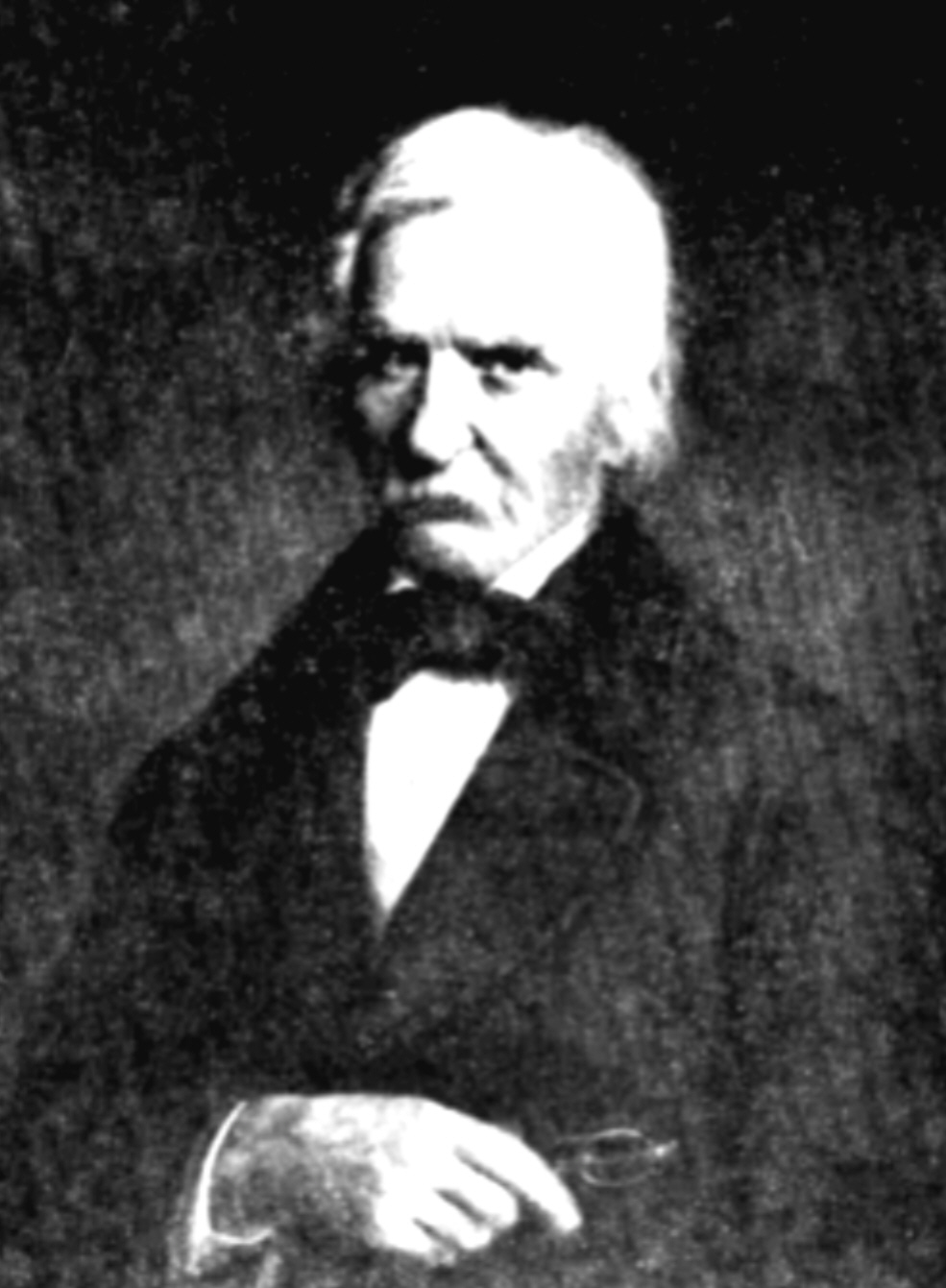
Gheorghe Asachi, scriitor român
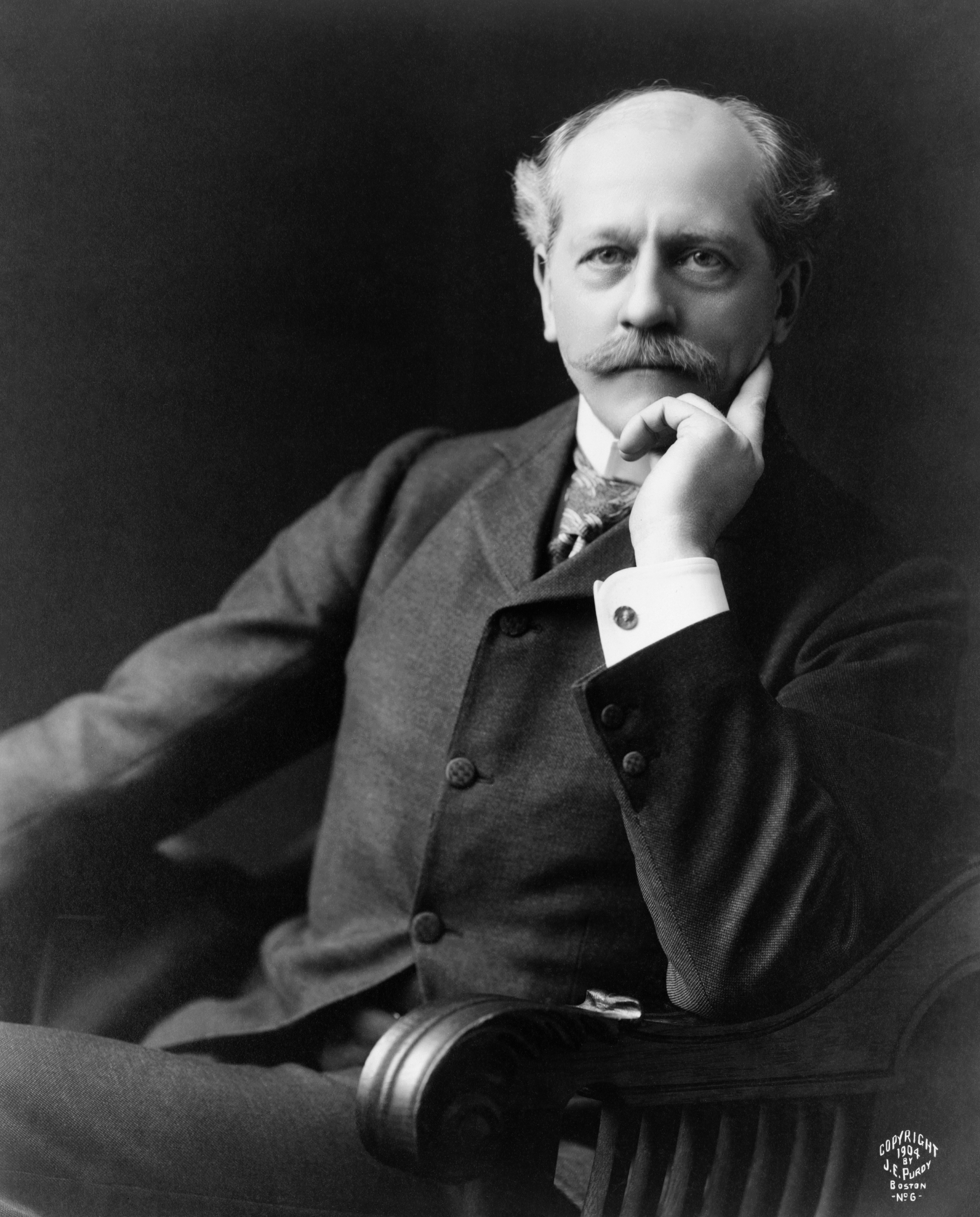
Percival Lowell, astronom, matematician american

- 1623: Iosafat Kuncevic, arhiepiscop greco-catolic
- 1788: Marie-Marguerite Carreaux de Rosemond, pictoriță franceză (n. 1765)
- 1829: Jean-Baptiste Regnault, pictor francez (n. 1754)
- 1865: Elizabeth Gaskell, scriitoare germană (n. 1810)
- 1869: Gheorghe Asachi, scriitor român (n. 1788)
- 1916: Percival Lowell, astronom, matematician și autor american (n. 1855)
- 1928: Francis Leavenworth, astronom american (n. 1858)
- 1950: Grigori Lakota, episcop ucrainean, deținut politic (n. 1893)
- 1976: Mihail Iosifovici Gurevici, proiectant de avioane sovietic (n. 1893)
- 2000: Henry Mălineanu, compozitor român (n. 1920)
- 2004: Alexandru Vona, scriitor româno-francez (n. 1922)
- 2005: Ursula Bedners, poetă, prozatoare și traducătoare română de etnie germană (n. 1920)
- 2008: Mitch Mitchell, muzician britanic (n. 1947)
- 2013: Geo Costiniu, actor român (n. 1950)
- 2018: Stan Lee, autor american de benzi desenate (n. 1922)
- 2023: Karel Schwarzenberg, ministru de externe al Cehiei (n. 1937)
- 2024: Silviu Prigoană, politician și om de afaceri român (n. 1963)

## Sărbători
- Sfântul Ioan cel Milostiv, Patriarhul Alexandriei; Cuv. Nil Pustnicul (calendar ortodox)
- Sfântul Ioan cel Milostiv, Patriarhul Alexandriei; Cuv. Nil Pustnicul; Sf. Iosafat Kuncevic (calendar greco-catolic)
- Sf. Iosafat, episcop martir (d. 1623) (calendar romano-catolic)
- În România:
  - Ziua Cercetașului
  - Ziua Geodezului Militar